# Klucz końskowolski
Klucz końskowolski, dobra końskowolskie – zespół dóbr szlacheckich położonych w województwie lubelskim (do 1474 w województwie sandomierskim, w latach 1809–1815 w departamencie lubelskim), których ośrodkiem była wieś, przejściowo miasto, nazywana dziś Końskowolą. Istniał od I połowy XV wieku do 1831 roku.

## Początki
Zaczątkiem klucza była stara wieś Witowice. Ludna i dostatecznie dobrze zagospodarowana, dała początek Woli Witowskiej, położonej nieco na południowy zachód. Koloniści, w zamian za trud zagospodarowywania nowych ziem, otrzymali zwolnienie od ciężarów i świadczeń na rzecz pana feudalnego (tzw. wolność, wola - stąd nazwa wsi). Dokładna data nie jest znana, ale przyjmuje się, że z powodu sytuacji politycznej w kraju nie było to nie wcześniej, jak w połowie XIV wieku (opanowanie Rusi Halickiej uczyniło Lubelszczyznę bezpieczniejszą i atrakcyjniejszą). Witowice musiały istnieć zatem znacznie wcześniej. Wola Witowska miała mieć charakter podrzędny w stosunku do Witowic, ale szybko okazało się, że stało się dokładnie odwrotnie. Stało się tak, dlatego że w tej wsi rezydowali właściciele klucza i w tej wsi erygowano parafię.
Witowice i Wola Witowska były w końcu XIV wieku własnością Męciny z Konina, zwanego przez Długosza starostą lwowskim (Długosz nazwał tak lokalny, niespotykany gdzie indziej urząd wojewody grodzkiego, przekształcony później w burgrabiego). Jego następca, Dziersław z Konina rozbudował własność rodzinną o okoliczne wsie. Klucz został początkowo podzielony między jego synów, ale ponownie skupił go jego syn Jan.
Co do późniejszych losów niektórych wsi autor artykułu nie posiada wystarczających danych, podobnie jak do przynależności następujących wsi: Małe Siedlce, Nowy Dwór, Rudka Woli Włostowskiej, Rudka Woli Puławskiej, Wola Osińska. Część niejasności może wyjaśnić zapis posagowy Anny z Konińskich żony Gabriela Tęczyńskiego: Księgi Ziemskie Lubelskie, sygn. 9, księgi 572-573, oraz dokumenty podziału spadku po Andrzeju Tęczyńskich: rękopis 487, strona 101 Biblioteki PAN w Krakowie, ew. L. Powidaj, Rytwiany i ich dzieje, Przegląd Polski, 1888, s. 287.

## Składniki
Dat wejścia poszczególnych wsi do klucza można jedynie domniemywać, na podstawie późniejszych źródeł, dotyczących spadku po Dziersławie. Zapewne Dziersław podobnie uposażył każdego z czterech synów, więc jeśli jakąś wieś posiadali jego synowie, to mógł ją przejąć jeszcze ich ojciec. Oczywiście, są to tylko domysły.
- Witowice – ośrodek macierzysty, wieś powstała prawdopodobnie w XIII wieku, w 1420 własność Dziersława, potem Piotra z Konina (z Konińskiej Woli, z Witowic), przejęta przez późniejszych właścicieli Konińskiej Woli, (okoliczności przejęcia i osoba przejmującego - nieznane),
- Witowska Wola, potem także zamiennie Konińska Wola, potem krótko Konińska Wola Stara Wieś (dziś: Stara Wieś) – lokowana prawdopodobnie w połowie XIV wieku. Męcina z Konina zaplanował nieopodal tej wsi, a nie w macierzystych Witowicach, budowę kościoła parafialnego. Powodem było prawdopodobnie centralne położenie Witowskiej Woli wśród innych wsi, będących jeszcze w rękach innych osób; Witowice leżały bardziej na uboczu. Parafię erygowano i uposażono prawdopodobnie około 1389-1392 (informacje kościelne podają datę erygowania na 1389, a Długosz informuje, że parafię uposażył biskup Piotr Wysz, ordynariusz w latach 1392–1412). W 1420 własność Dziersława,
- Rudki (dziś: Rudy) – wzmiankowane przez Jana Długosza, jako płacące dziesięciny kościołowi w Witowskiej Woli, w rękach Konińskich na pewno w 1443 roku, albo odziedziczone przez Jana z Konina, albo przez niego pozyskane, gdyż potem część klucza końskowolskiego,
- Pożóg - wzmiankowany przez Długosza, jako płacący dziesięciny kościołowi w Witowskiej Woli, na pewno w 1443 roku w rękach Pawła Konińskiego, zapewne zakupiony przez Dziersława, potem część klucza końskowolskiego (okoliczności przejęcia i osoba przejmującego - nieznane),
- Siedlce (dziś: Sielce) – wzmiankowane w 1453, jako posiadane przez Konińskich, dalsza przynależność - nieznana,
- Osiny, znane od 1419, własność Pawła Konińskiego w 1445 roku, przynależność do klucza w późniejszych latach - nieznana,
- Chrząchów – wzmiankowany 1430, przejęte przez Dziersława lub inną osobę, być może własność Piotra z Konina (z Konińskiej Woli, z Witowic), przejęty przez późniejszych właścicieli Konińskiej Woli (okoliczności przejęcia i osoba przejmującego - nieznane),
- część wsi Włostowice, zakupione od Jana Włostowskiego w 1455 przez Jana z Konina, syna Dziersława,
- części wsi Skowieszyn, zakupione w 1472 i 1474 od Stanisława Świemira przez tegoż Jana z Konina,
- część wsi Parchatka, zakupiona 1474 od Stanisława Świemira przez tegoż Jana z Konina,
- młyny mielące rudę darniową, wydobywaną między Siedlcami i Witowską Wolą, wzmiankowane w 1453, własność Jana z Konina. Dały one początek wsi Młynki, notowanej 1469 (w późniejszym okresie młyny zlikwidowano),
- fragment wsi Witowska Wola, który oddzielił się od niej około 1480-1486 roku i przejął jej nazwę, przez co pierwotne siedlisko nazywano Starą Wsią. Na gruntach tej wsi, obejmującej także kościół parafialny, lokowano 8 czerwca 1532 r. miasto Konińska Wola, które stało się ośrodkiem kulturalnym, handlowym i administracyjnym klucza.
- Puławy – wzmiankowane w 1489, jako część posagu Anny z Konińskich, ale już nie wymieniane w testamencie jej męża (1493), więc albo zniszczone w tym okresie, albo pozbawione zupełnego znaczenia. Zapewne osada rybacka i promowa.
- Chrząchówek, lokowany w późniejszym okresie,
- Wola Chrząchowska (dziś: Pulki), lokowana w późniejszym okresie,
- folwark końskowolski - w różnych okresach różnie się przedstawiający, ale można uogólnić, że składały się nań: browary, stajnie, stodoły, młyny, grunty rolne.
- prawo mianowania proboszcza końskowolskiego.

Własność ziemska Konińskich, niemająca łączności terytorialnej z pozostałą częścią klucza, a więc niezaliczana tu do klucza, ale mogąca być zaliczana w różnych opracowaniach:
- Jakubowice koło Lublina (dziś: Jakubowice Konińskie) – zakupione przez Dziersława od Mikołaja Jastrzębca przed 1420 rokiem, potem własność Jakuba z Konina; nie wzmiankowany w 1489 jako posag Anny z Konińskich, a więc albo w ogóle nie skupione przez Jana, albo przez niego pozyskany i utracony, dalsza przynależność - nieznana, nazwa wskazuje na obecność Konińskich
- Świdnik Mały, zakupiony przez Jana z Konina w latach 1471–1475.

Wsie wchodzące w skład klucza, a dziś nieistniejące i nawet niezlokalizowane:
- Wola Tenczyńska - nazwa wskazuje, że właścicielem byli Tęczyńcy - właściciele klucza. Istniejąca około połowy XVI wieku. Możliwe hipotezy: nieudana lokacja i opuszczenie wsi, wymarcie ludności, zniszczenie przez powódź (jeśli istniała nad rzeką) lub działania wojenne, wchłonięcie przez inne wsie lub miasto.
- Lipiecka Wola - położenie na terenie parafii każe wskazywać na powiązania gospodarcze i kulturalne, zapewne też własnościowe z kluczem. Istniejąca około połowy XVI wieku. Możliwe hipotezy: jak wyżej.

## Właściciele
(podano właścicieli Witowskiej Woli / Konińskiej Woli i daty sprawowania własności) 
Anna z Konińskich otrzymała klucz końskowolski w spadku, zarządzała nim i wniosła go w posagu, by zarządzać dobrami raz jeszcze po śmierci męża, podobnie Zofia z Tęczyńskich Daniłowicz. Zofia z Sieniawskich Denhoff, kiedy odziedziczyła klucz, była już wdową, przez kilka lat zarządzała samodzielnie dobrami, co zostało tu odnotowane. Zmiany rodzin władających kluczem zachodziły przeważnie wskutek wnoszenia dóbr w posagu przez kobiety. Tylko Zbarascy przejęli dobra w inny sposób (za długi Tęczyńskich).
- Męcina z Konina: przed 1408,
- Dziersław z Konina: około 1408 - po 1431,
- Jan z Konina: po 1431- między 1487 a 1490,
- Anna z Konińskich Tęczyńska: między 1487 a 1490-1489,
- Gabriel Tęczyński: 1489-1497,
- Anna z Konińskich Tęczyńska (ponownie): 1497 - ok. 1520,
- Andrzej Tęczyński: ok. 1520-1561,
- Andrzej Tęczyński: 1562- 1588,
- Gabriel Tęczyński i Andrzej Tęczyńscy (wspólnie): 1589-1601,
- Gabriel Tęczyński (ponownie): 1601-1611,
- Andrzej Tęczyński: 1611-1613,
- Gabriel Tęczyński (ponownie): 1613-1617,
- Krzysztof Zbaraski: 1617-1627,
- Jan Tęczyński: 1627-1637,
- Zofia z Tęczyńskich Daniłowicz: 1637-1638,
- Jan Mikołaj Daniłowicz: 1638-1649,
- Zofia z Tęczyńskich Daniłowicz: 1649-1654,
- Łukasz Opaliński: 1655-1662,
- Izabela z Tęczyńskich Opalińska: 1662-1667,
- Stanisław Herakliusz Lubomirski: 1668-1702,
- Adam Sieniawski: 1702-1729,
- Zofia z Sieniawskich Denhoff: 1729-1731,
- August Aleksander Czartoryski: 1731-1782,
- Adam Kazimierz Czartoryski: 1782-1823,
- Adam Jerzy Czartoryski: 1823-1831.

## Likwidacja
Wskutek udziału Czartoryskich w powstaniu listopadowym, klucz został skonfiskowany na własność rządową. Reformy uwłaszczeniowe przekazały później własność ziemi w ręce chłopstwa.